# Lésigny (Vienne)
Pour les articles homonymes, voir Lésigny.
Lésigny est une commune du Centre-Ouest de la France, située dans le département de la Vienne en région Nouvelle-Aquitaine.

## Géographie

### Situation
La commune de Lésigny est située au nord-est de la Vienne et plus précisément au nord des Vals de Gartempe et Creuse.
Lesigny se trouve située au carrefour des trois Provinces Poitou, Touraine et Berry.
La commune est proche du parc naturel régional Loire-Anjou-Touraine.

### Communes limitrophes
|                  | Mairé          | Barrou (Indre-et-Loire)             |
|                  | Lésigny        | Chambon (Indre-et-Loire)            |
| Coussay-les-Bois | La Roche-Posay | Yzeures-sur-Creuse (Indre-et-Loire) |

Les villes les plus proches sont :
- La Roche-Posay à 9 km, station thermale reconnue dans le domaine de la dermatologie.
- Châtellerault, sous-préfecture de la Vienne, à 17 km.

### Géologie et relief
La région de Lésigny présente un paysage de plaines vallonnées plus ou moins boisées et de vallées. Le terroir se compose :
- pour 22 % de calcaires dans les vallées et les terrasses alluviales,
- pour 52 % de champagnes ou aubues (c’est un sol gris clair, argilo-limoneux, sur craie et donc calcaire) dans les collines,
- pour 25 % de terres fortes et pour 1 % de bornais (ce sont des sols brun clair sur limons, profonds et humides, à tendance siliceuse) sur les plateaux du seuil du Poitou

### Hydrographie
Le territoire communal est arrosé à l’est par la Creuse, important cours d’eau prenant sa source sur le plateau de Millevaches. Cet affluent de la Vienne forme une frontière naturelle avec l’Indre-et-Loire en dessinant de larges méandres. Plusieurs cours d’eau coulent du sud-ouest vers le nord-est, creusant des vallées encaissées avant de se jeter dans la Creuse. Le plus important est la Luire, dont la source se trouve à Pleumartin et qui se jette dans la Creuse près du bourg, au lieu-dit les Tourettes. Le ruisseau du Gué de la Reine, au nord, sert de frontière naturelle avec la commune de Mairé.
La commune contient environ 11,5 km de cours d'eau, comprenant principalement :
- La Creuse sur une longueur de 5,8 km,
- Le Gué de la Reine sur une longueur de 2,8 km,
- La Luire sur une longueur de 2,8 km.

### Climat
Pour des articles plus généraux, voir Climat de la Nouvelle-Aquitaine et Climat de la Vienne.
Historiquement, la commune est exposée à un climat océanique du nord-ouest.
En 2020, Météo-France publie une typologie des climats de la France métropolitaine dans laquelle la commune est exposée à un climat océanique altéré et est dans la région climatique Poitou-Charentes, caractérisée par un bon ensoleillement, particulièrement en été et des vents modérés.
Pour la période 1971-2000, la température annuelle moyenne est de 11,3 °C, avec une amplitude thermique annuelle de 15 °C. Le cumul annuel moyen de précipitations est de 686 mm, avec 10,8 jours de précipitations en janvier et 6,5 jours en juillet. Pour la période 1991-2020, la température moyenne annuelle observée sur la station météorologique installée sur la commune est de 12,1 °C et le cumul annuel moyen de précipitations est de 743,3 mm,. Pour l'avenir, les paramètres climatiques de la commune estimés pour 2050 selon différents scénarios d’émission de gaz à effet de serre sont consultables sur un site dédié publié par Météo-France en novembre 2022.
| Mois                                  | jan.             | fév.             | mars           | avril         | mai             | juin          | jui.            | août           | sep.           | oct.            | nov.            | déc.             | année      |
| ------------------------------------- | ---------------- | ---------------- | -------------- | ------------- | --------------- | ------------- | --------------- | -------------- | -------------- | --------------- | --------------- | ---------------- | ---------- |
| Température minimale moyenne (°C)     | 2                | 1,6              | 3,2            | 4,6           | 8,6             | 11,5          | 13              | 13,4           | 9,8            | 7,7             | 4               | 2,5              | 6,8        |
| Température moyenne (°C)              | 5,3              | 5,8              | 8,6            | 10,3          | 14,6            | 18            | 19,7            | 20,3           | 16,1           | 12,5            | 7,9             | 5,6              | 12,1       |
| Température maximale moyenne (°C)     | 8,5              | 10,1             | 14             | 16            | 20,7            | 24,5          | 26,5            | 27,3           | 22,5           | 17,4            | 11,8            | 8,7              | 17,3       |
| Record de froid (°C) date du record   | −12,9 12.01.1999 | −10,5 07.02.1991 | −11,7 01.03.05 | −4 21.04.1991 | −0,5 08.05.1997 | 4,4 04.06.01  | 5,1 04.07.1990  | 3,5 30.08.1993 | 1,2 14.09.1996 | −5,5 30.10.1997 | −8,6 24.11.1998 | −10,8 30.12.1996 | −12,9 1999 |
| Record de chaleur (°C) date du record | 16,8 05.01.1999  | 22,2 15.02.1998  | 25,4 19.03.05  | 30,9 30.04.05 | 33,4 27.05.05   | 37,2 22.06.03 | 38,5 22.07.1990 | 40,8 06.08.03  | 32,8 11.09.00  | 30,8 09.10.1995 | 22,2 11.11.1995 | 18,9 07.12.00    | 40,8 2003  |
| Précipitations (mm)                   | 66,8             | 56,6             | 53,3           | 57,6          | 64,4            | 57,5          | 52,6            | 57,1           | 51,8           | 73,3            | 76,6            | 75,7             | 743,3      |

### Transports et voies de communications

#### Sentiers de randonnée
Nombreux sentiers de randonnée voir le site lesigny 86.fr 

#### Réseau routier
La commune est desservie par les routes départementales D5 - D16 - D80. L'échangeur autoroutier le plus proche est la sortie  26 de l'A10 à Châtellerault Nord, située à environ 20 km.

#### Desserte ferroviaire
La gare SNCF la plus proche est la gare de Châtellerault.

#### Bus
La commune est desservie par la ligne 203 du réseau de bus Lignes en Vienne.

#### Aéroport
Les aéroports les plus proches de Lésigny sont ceux de :
- Poitiers-Biard à 53 km ;
- Tours Val de Loire à 78 km
- Châteauroux-Centre à 84 km.

## Urbanisme

### Typologie
Au 1er janvier 2024, Lésigny est catégorisée commune rurale à habitat dispersé, selon la nouvelle grille communale de densité à sept niveaux définie par l'Insee en 2022.
Elle est située hors unité urbaine. Par ailleurs la commune fait partie de l'aire d'attraction de Châtellerault, dont elle est une commune de la couronne,. Cette aire, qui regroupe 44 communes, est catégorisée dans les aires de 50 000 à moins de 200 000 habitants,.

### Occupation des sols
L'occupation des sols de la commune, telle qu'elle ressort de la base de données européenne d’occupation biophysique des sols Corine Land Cover (CLC), est marquée par l'importance des territoires agricoles (69,4 % en 2018), une proportion identique à celle de 1990 (69,4 %). La répartition détaillée en 2018 est la suivante :
terres arables (52,2 %), forêts (24,5 %), zones agricoles hétérogènes (14,7 %), eaux continentales (4,2 %), prairies (2,4 %), zones urbanisées (2 %). L'évolution de l’occupation des sols de la commune et de ses infrastructures peut être observée sur les différentes représentations cartographiques du territoire : la carte de Cassini (XVIIIe siècle), la carte d'état-major (1820-1866) et les cartes ou photos aériennes de l'IGN pour la période actuelle (1950 à aujourd'hui).

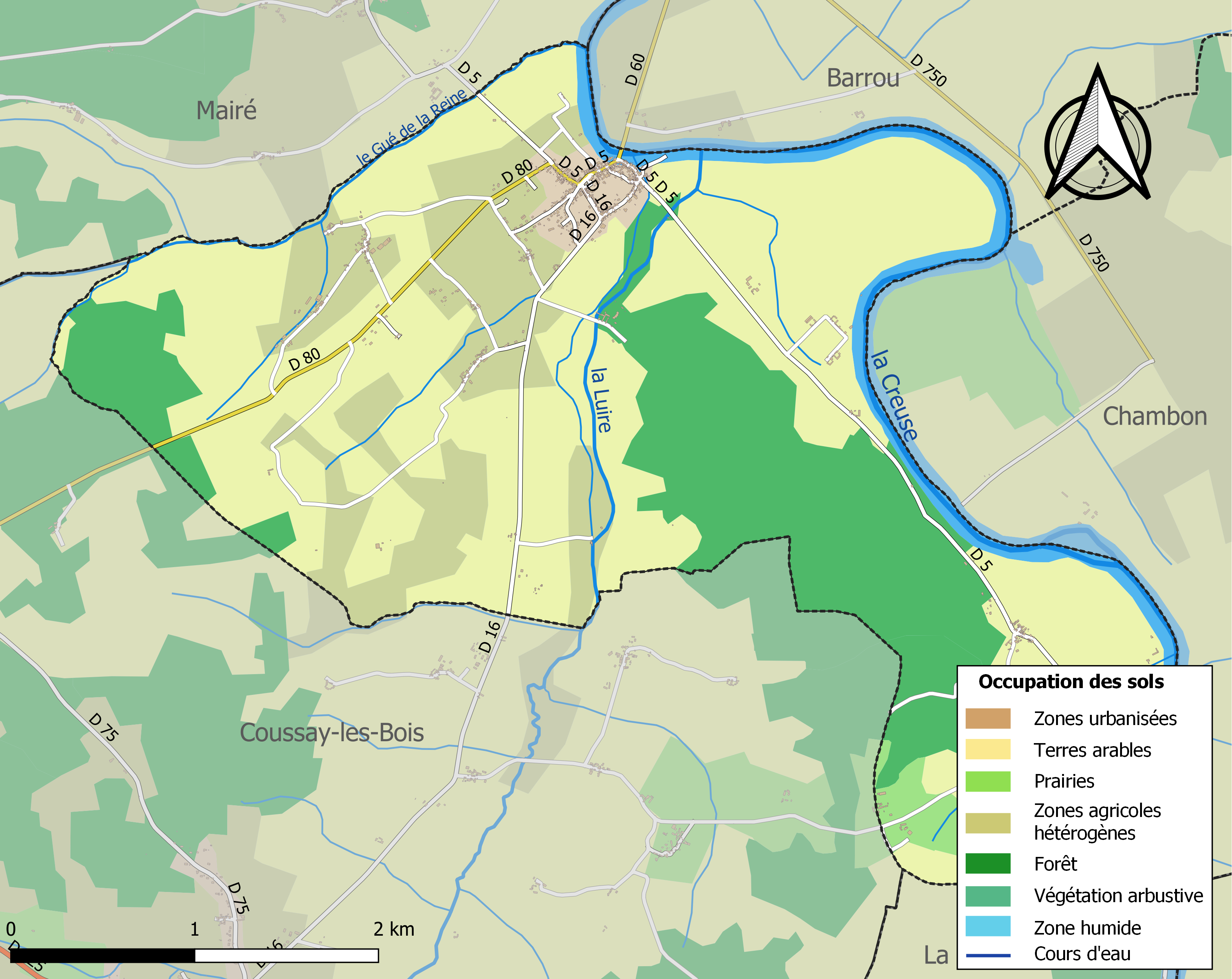
Carte des infrastructures et de l'occupation des sols de la commune en 2018 (CLC).

### Risques majeurs
Le territoire de la commune de Lésigny est vulnérable à différents aléas naturels : météorologiques (tempête, orage, neige, grand froid, canicule ou sécheresse), inondations, feux de forêts, mouvements de terrains et séisme (sismicité modérée). Il est également exposé à deux risques technologiques, le transport de matières dangereuses et la rupture d'un barrage. Un site publié par le BRGM permet d'évaluer simplement et rapidement les risques d'un bien localisé soit par son adresse soit par le numéro de sa parcelle.

#### Risques naturels
Certaines parties du territoire communal sont susceptibles d’être affectées par le risque d’inondation par débordement de cours d'eau, notamment la Creuse et la Luire. La commune a été reconnue en état de catastrophe naturelle au titre des dommages causés par les inondations et coulées de boue survenues en 1982, 1983, 1991, 1993, 1999 et 2010,.
Lésigny est exposée au risque de feu de forêt. En 2014, le deuxième plan départemental de protection des forêts contre les incendies (PDPFCI) a été adopté pour la période 2015-2024. Les obligations légales de débroussaillement dans le département sont définies dans un arrêté préfectoral du 29 mai 2015,, celles relatives à l'emploi du feu et au brûlage des déchets verts le sont dans un arrêté permanent du 24 mai 2015,.

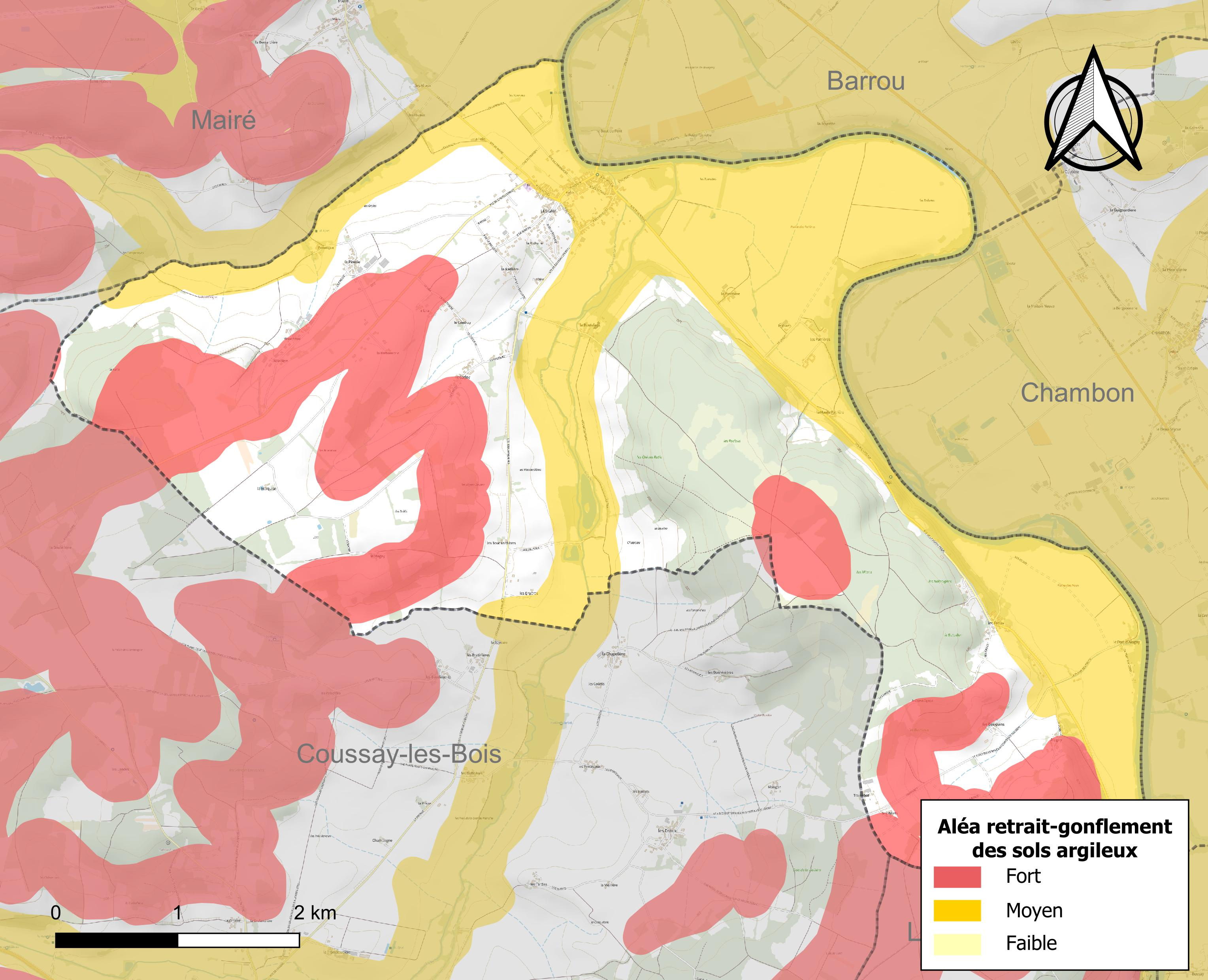
Carte des zones d'aléa retrait-gonflement des sols argileux de Lésigny.

Les mouvements de terrains susceptibles de se produire sur la commune sont des affaissements et effondrements liés aux cavités souterraines (hors mines) et des tassements différentiels. Afin de mieux appréhender le risque d’affaissement de terrain, un inventaire national permet de localiser les éventuelles cavités souterraines sur la commune. Le retrait-gonflement des sols argileux est susceptible d'engendrer des dommages importants aux bâtiments en cas d’alternance de périodes de sécheresse et de pluie. 60,5 % de la superficie communale est en aléa moyen ou fort (79,5 % au niveau départemental et 48,5 % au niveau national). Depuis le 1er octobre 2020, en application de la loi ÉLAN, différentes contraintes s'imposent aux vendeurs, maîtres d'ouvrages ou constructeurs de biens situés dans une zone classée en aléa moyen ou fort,.
La commune a été reconnue en état de catastrophe naturelle au titre des dommages causés par la sécheresse en 2011 et 2017 et par des mouvements de terrain en 1999 et 2010.

#### Risque technologique
La commune est en outre située en aval du barrage d'Éguzon, un ouvrage de classe A situé dans le département de l’Indre et présentant une hauteur d’eau maximale de 56,7 m et une capacité totale de retenue de 57,8 millions de m3. Le PPI a été approuvé le 3 décembre 2008. À ce titre elle est susceptible d’être touchée par l’onde de submersion consécutive à la rupture de cet ouvrage.

## Toponymie
Le nom du bourg dérive du nom Lezignaeum qui apparait au XIIe siècle. Il pourrait dériver de l’anthroponyme gallo-romain Lesinius avec le suffixe latin de propriété -acum  devenu  -ec  puis  -é  et -y  et signifiant  domaine de. Le nom étant apparenté avec Lusignan, ces seigneurs de même nom ayant eu des droits sur la paroisse, l'appellation actuelle pourrait aussi en découler.

## Politique et administration

### Intercommunalité
Lésigny est rattachée à la communauté de communes des Vals de Gartempe et Creuse.
Depuis 2015, Lésigny est dans le canton de Châtellerault-3 (no 4) du département Vienne. Avant la réforme des départements, Lésigny était dans le canton no 20 de Pleumartin dans la 4e circonscription.

### Maires de Lésigny
| Période                                  | Période  | Identité         | Étiquette         | Qualité                                                                                |
| ---------------------------------------- | -------- | ---------------- | ----------------- | -------------------------------------------------------------------------------------- |
|                                          | 1909     | Jules Savatier   |                   | magistrat catholique révoqué au moment des lois sur les congrégations                  |
| 1909                                     | 1929     | Henri Savatier   |                   | fils du précédent, juriste, intellectuel catholique, chef de bataillon de territorial  |
| 1929                                     | 1953     | René Savatier    | droite catholique | fils du précédent, professeur de droit, président du comité de libération de la Vienne |
| 1989                                     | mai 2020 | Daniel Tremblais | PS                | Maire de Lésigny Président de la communauté de communes des Vals de Gartempe et Creuse |
| mai 2020                                 | En cours | Frédéric Pierron |                   |                                                                                        |
| Les données manquantes sont à compléter. |          |                  |                   |                                                                                        |

### Instances judiciaires et administratives
La commune relève du tribunal d'instance de Poitiers, du tribunal de grande instance de Poitiers, de la cour d'appel de Poitiers, du tribunal pour enfants de Poitiers, du conseil de prud'hommes de Poitiers, du tribunal de commerce de Poitiers, du tribunal administratif de Poitiers et de la cour administrative d'appel de Bordeaux, du tribunal des pensions de Poitiers, du tribunal des affaires de la Sécurité sociale de la Vienne, de la cour d’assises de la Vienne.

### Services publics
Les réformes successives de La Poste ont conduit à la fermeture de nombreux bureaux de poste ou à leur transformation en simple relais. Toutefois, la commune a pu maintenir le sien.

### Jumelages
Village jumelé avec les communes de :
Bibiche (Moselle).
Babache (Nord).

## Population et société

### Démographie
L'évolution du nombre d'habitants est connue à travers les recensements de la population effectués dans la commune depuis 1793. Pour les communes de moins de 10 000 habitants, une enquête de recensement portant sur toute la population est réalisée tous les cinq ans, les populations de référence des années intermédiaires étant quant à elles estimées par interpolation ou extrapolation. Pour la commune, le premier recensement exhaustif entrant dans le cadre du nouveau dispositif a été réalisé en 2005.

En 2022, la commune comptait 525 habitants, en évolution de −3,31 % par rapport à 2016 (Vienne : +0,6 %, France hors Mayotte : +2,11 %).
| 1793 | 1800 | 1806 | 1821 | 1831 | 1836 | 1841 | 1846 | 1851 |
| ---- | ---- | ---- | ---- | ---- | ---- | ---- | ---- | ---- |
| 645  | 735  | 737  | 729  | 706  | 903  | 961  | 988  | 972  |

| 1856 | 1861 | 1866 | 1872 | 1876 | 1881 | 1886 | 1891 | 1896 |
| ---- | ---- | ---- | ---- | ---- | ---- | ---- | ---- | ---- |
| 947  | 888  | 871  | 793  | 826  | 847  | 822  | 759  | 741  |

| 1901 | 1906 | 1911 | 1921 | 1926 | 1931 | 1936 | 1946 | 1954 |
| ---- | ---- | ---- | ---- | ---- | ---- | ---- | ---- | ---- |
| 748  | 724  | 655  | 674  | 628  | 644  | 596  | 622  | 641  |

| 1962 | 1968 | 1975 | 1982 | 1990 | 1999 | 2005 | 2006 | 2010 |
| ---- | ---- | ---- | ---- | ---- | ---- | ---- | ---- | ---- |
| 536  | 531  | 431  | 471  | 516  | 520  | 534  | 532  | 529  |

| 2015 | 2020 | 2022 | - | - | - | - | - | - |
| ---- | ---- | ---- | - | - | - | - | - | - |
| 549  | 522  | 525  | - | - | - | - | - | - |

En 2008, selon l’Insee, la densité de population de la commune était de 41 hab./km2 contre 61 hab./km2 pour le département, 68 hab./km2 pour la région Poitou-Charentes et 115 hab./km2 pour la France.
Les dernières statistiques démographiques pour la commune de Lésigny ont été fixées en 2009 et publiées en 2012. Il ressort que Lésigny administre une population totale de 535 personnes. À cela il faut soustraire les résidences secondaires (trois personnes) pour constater que la population permanente sur la commune de Lésigny est de 532 habitants.
La répartition par sexe de la population était :
- en 1999 : 50,9 % d'hommes et 49,1 % de femmes.
- en 2005 : 51,9 % d'hommes et 48,1 % de femmes.
- en 2010 : 48,4 % d'hommes pour 51,6 % de femmes.

En 2005 :
- Le nombre de célibataires était de : 38,2 % dans la population.
- Les couples mariés représentaient 49,3 % de la population et les divorcés 3,9 %.
- Le nombre de veuves et veufs était de 8,6 %.

L'évolution des naissances et décès de 2000 à 2009 est la suivante (INSEE):
- en 2009 : 2 naissances et 7 décès.
- en 2008 : 5 naissances et 9 décès.
- en 2007 : 8 naissances et 5 décès.
- en 2006 : 6 naissances et 6 décès.
- en 2005 : 8 naissances et 3 décès.
- en 2004 : 9 naissances et 4 décès.
- en 2003 : 4 naissances et 7 décès.
- en 2002 : 6 naissances et 1 décès.
- en 2001 : 11 naissances et 4 décès.
- en 2000 : 5 naissances et 8 décès.

## Enseignement
La commune de Lésigny dépend de l'académie de Poitiers (rectorat de Poitiers) et son unique école primaire dépend de l'inspection académique de la Vienne.

## Économie

### Agriculture
Selon la direction régionale de l'Alimentation, de l'Agriculture et de la Forêt de Poitou-Charentes, il n'y a plus que 9 exploitations agricoles en 2010 contre 15 en 2000.
Les surfaces agricoles utilisées ont augmenté de 13 % et sont passées de 905 hectares en 2000 à 1 026 hectares en 2010. Ces chiffres indiquent une concentration des terres sur un nombre plus faible d’exploitations. Cette tendance est conforme à l’évolution constatée sur tout le département de la Vienne puisque de 2000 à 2007, chaque exploitation a gagné en moyenne 20 hectares.
40 % des surfaces agricoles sont destinées à la culture des céréales (blé tendre essentiellement pour 64 % mais aussi orge et maïs), 15 % pour les oléagineux (du colza et surtout du tournesol), 30 % pour le fourrage et 8 % reste en herbes. En 2000, deux hectares (zéro en 2010) étaient consacrés à la vigne.
Sept exploitations en 2010, comme en 2000, abritent un élevage de bovins (848 têtes en 2010 contre 527 têtes en 2000). L'élevage de volaille a disparu en 2010 (130 têtes sur quatre fermes en 2000).
La transformation de la production agricole est de qualité et permet aux exploitants d’avoir droit, sous conditions, aux appellations et labels suivants :
- Sainte-Maure de Touraine (AOC)
- Beurre Charente-Poitou (AOC)
- Beurre des Charente (AOC)
- Beurre des Deux-Sèvres (AOC)
- Veau du Limousin (IGP)
- Agneau du Poitou-Charentes (IGP)
- Volaille du Berry (IGP)
- Bœuf du Maine (IGP)
- Jambon de Bayonne (IGP)
- Rillettes de Tour (IGP)

### Activité et emploi
Le taux d'activité était de 75,2 % en 2005 et 71,2 % en 1999.
Le taux de chômage en 2005 était de 8,1 % et en 1999 il était de 8,4 %.
Les retraités et les pré-retraités représentaient 30,3 % de la population en 2005 et 27,9 % en 1999.
Nombre de demandeurs d'emploi de catégorie A (personnes sans emploi et recherchant activement un emploi), B (personnes recherchant un emploi et ayant exercé une activité de 78 h ou moins au cours du mois), C (personnes recherchant un emploi et ayant exercé une activité de plus de 78 h au cours du mois) au 31 décembre de l'année :
- 2009 : 22
- 2010 : 35

## Culture locale et patrimoine

### Lieux et monuments

#### Vestiges préhistoriques et antiques
- Carrières de meules de moulin.
- Sépultures mérovingiennes.

#### Patrimoine religieux
- Église Saint-Hilaire XIXe siècle.

### Équipement culturel
Le Centre de Cri, établi dans l'ancienne minoterie. Lieu culturel de création, d'invention et de recherche.

### Patrimoine naturel
Selon l'Inventaire des arbres remarquables de Poitou-Charentes, il y a un arbre remarquable sur la commune qui est un mûrier blanc.

### Personnalités liées à la commune
- Chaval, dessinateur humoristique, y avait sa maison de campagne au lieu-dit la Mauvaise Foi.
- Mose, dessinateur humoristique, y a résidé dans la dernière période de sa vie.
- Henri Savatier, intellectuel français ayant eu un rôle de premier plan dans le catholicisme social.
- René Savatier, grand juriste français, résistant.
- Jean Savatier, professeur émérite de droit social, directeur de Institut d'administration des entreprises de Poitiers.
- Paul Savatier, acteur, écrivain et scénariste de télévision. A notamment adapté pour la télévision Au plaisir de Dieu de Jean d'Ormesson, Les Beaux Quartiers de Louis Aragon, et Catherine de Médicis de Jean Orieux. L'environnement de Lésigny a inspiré une grande partie de son œuvre.
- Élisabeth Janvier-Savatier, dramaturge, traductrice et actrice.
- Pierre Savatier, artiste spécialiste de photogrammes.

### Articles de Wikipédia
- Liste des communes de la Vienne
- Anciennes communes de la Vienne